# هيو قالبرايث
هيو قالبرايث (بالإنجليزية: Hugh Galbraith)‏ (22 ديسمبر 1868 في المملكة المتحدة - 1930) هو لاعب كرة قدم بريطاني (وحمل سابقاً جنسية المملكة المتحدة لبريطانيا العظمى وأيرلندا) في مركز جناح ‏. لعب مع نادي بيرنلي ونادي لوتون تاون وGlossop North End A.F.C. ‏ وBootle F.C. ‏ وMiddlesbrough Ironopolis F.C. ‏ وأكرينغتون.